# Добрица Ћосић
Добросав Ћосић (Велика Дренова, код Трстеника, 29. децембар 1921 — Београд, 18. мај 2014) био је српски и југословенски књижевник, политичар, дисидент и академик.
Радио је у комисији која је писала програм СКЈ. Он је написао увод, као и текстове о просвети, науци, култури и последње поглавље. Један је од оснивача и покретача Недељених информативних новина (НИН). Касније је постао истакнути дисидент. Ћосић је био први председник Савезне Републике Југославије (15. јун 1992 — 1. јун 1993). Због великог личног утицаја и широког круга утицајних пријатеља и познаника, доживљаван је као сива еминенција Србије и Југославије, док је сам Ћосић за себе говорио да је независан и слободан човек и да га позиције не интересују.
Поред политичког рада и дисидентског деловања, био је српски писац, романсијер и есејиста, политички и национални теоретичар, учесник Народноослободилачке борбе и редовни члан САНУ. За свој књижевни опус добио је већину националних награда и неколико иностраних те је трипут номинован за Нобелову награду за књижевност (1983, 1989, 2011).

## Биографија
Иако се за датум Ћосићевог рођења наводи 29. децембар, он је рођен шест дана касније. Његов деда Јефимије је желео да му унук што раније заврши школу, одслужи војску и постане сеоски домаћин, због чега је убедио сеоског попа да упише другачији датум. Чланови његове породице су учестовали у српским ратовима за ослобођење и уједињене од 1912. до 1918.
Сам Ћосић је писао да га је мајка Милка училa и женским пословима, памћењу и неумору, као и да се веома уздала у њега. Његов отац Жика био је сеоски домаћин и библиофил. Од другог деде Алексе, демократе и изразитог противника Пашићевих радикала, научио је да се интересује за политику. Касније је писао да је од деде научио више о политици него у партијској школи. До осамнаесте године Ћосић готово да није читао дела уметничке књижевности. Књиге је почео да чита из велике библиотеке великодреновачког проте Ранка Бачанина, што му је било значајно за период у младости када је имао кризу идентитета.
Новинару и писцу Слави Ђукићу је Ћосић писао да је постао комуниста због начина живота сеоске сиротиње и посебно сељанки, а не због радничке класе и права радника. Сматрао је да је сваки дан у животу сељанке брижан и да сељанке немају чему да се радују у животу, изузев када жене сина.
У периоду између два рата, Ћосић је познавао владику Николаја. Тврдио је да је присуствовао великом богомољачком сабору на Крстовдан, у манастиру Жичи, 27. септембра 1938. Владика му је препоручивао различиту литературу, укључујући и неке своје књиге. Од ране младости је желео да постане писац.
Школовао се у Средњој пољопривредној школи у Александровцу жупском, али је прекинуо школовање за време Другог светског рата, матурски испит је положио 16. октобра 1942. у Средњој пољоприведној школи у Ваљеву. Касније је завршио Вишу партијску школу „Ђуро Ђаковић”.
У току Народноослободилачке борбе био је политички комесар у Расинском партизанском одреду, уредник листа Млади борац и члан Покрајинског комитета СКОЈ-а за Србију. 1944. и касније, учесник је у раду преког комунистичког суда (Војни ратни суд) у Крушевцу. Током трајања Другог светског рата је за себе узео надимак Геџа, по узору на истакнутог комунисту и шпанског борца Драгослава Јовановића Сељу. Као млад новинар је текст и фотографију на којој маршал Јосип Броз игра шах објавио пред крај издања новина, у рубрици намењеној за спорт, због чега га је критиковао надређени партијски друг Благоје Нешковић. Према неким изворима је и он био заслужан за смрт многих људи на комунистичким губилиштима код Крушевца.
После завршетка Другог светског рата, био је члан АГИТПРОП-а Централног комитета КП Србије, а републички и савезни посланик био је 12 година. За посланика је први пут изабран 1945. године, добивши око 6.800 гласова, испред кандидата Земљорадничке странке са 4.000 и кандидата Демократске странке са 3.000 гласова. Са позиције народног посланика заступао је народне интересе.
Први Ћосићеви прозни радови нису скренули нарочиту пажњу књижевне критике. У домаћу и светску књижевност улази 1951. године са својим првим делом „Далеко је Сунце”. Охрабрен почетним књижевним успехом, Ћосић почиње упорно и истрајно да ради на упознавању модерне домаће и европске прозе и филозофске и социолошке научне мисли, што му је омогућило да својим будућим делима доспе у врх српске књижевности. Тако од 1951. године Добрица Ћосић постаје слободан уметник, књижевник који је написао култне романе: „Корени”, „Деобе”, „Време смрти” (тетралогија), „Време зла” („Грешник”, „Отпадник”, „Верник”), „Време власти”, али и многе друге. Први читатељи и редактори Ћосићевих рукописа били су: Оскар Давичо, Исидора Секулић, Милан Богдановић, Милан Дединац, Зоран Гавриловић, Борислав Михајловић Михиз, Петар Џаџић и други.
Ћосић се дружио са групом интелектуалаца и дисидената који су се окупљали у Симиној 9. Он је био нешто старији од већина другова из Симе, који су називани симиновцима. Они су махом рођени 1922, понекад 1932. Ова група се окупљала на Чубури, у кући Алексе Стојковића, оца Жике Стојковића и глумца Данила Бате Стојковића. Међу симиновце се убрајају: Борислав Михајловић Михиз, Воја Ђурић, Мића Поповић, Дејан Медаковић, Војислав Кораћ, Павле Ивић, Антоније Исаковић, Михаило Ђурић, Жика Стојковић, Бата Михајловић, Петар Омчикус и Марко Борота. Повремено су учествовали Драгослав Шинжар, Владимир Медар, Стојан Суботин, Милета Андрејевић, Споменка Мириловић, Вера Павловић, Јованка Стојановић, Милица Михајловић и Јелица Томашевић. Дејан Медаковић је у мемоарским текстовима и интервјуима кућу у Симиној улици назвао „правим београдским скровиштем” и „првом оазом слободе у окупираном Београду”. Већина симиноваца, изузев академика Дејана Медаковића, били су партизани, комунисти, скојевци или барм симпатизери партизанског покрета. Заговарали су српску верзију југословенства. Већ у првим послератним годинама постали су жестоки критичари власти. Група се расформирала 1951, када су многи симиновци добили стипендије за студирање у Паризу, што је испословао Добрица Ћосић преко министарске културе Митре Митровић. Дружење са симиновцима је пресудно утицало на живот и рад Добрице Ћосића.
По сопственој жељи је 1952. посетио Голи оток, што му је вероватно омогућио Милован Ђилас. Након што је лично видео свирепе услове на Голом отоку, Ћосић два-три дана није излазио из управне зграде Голог отока. На Голом отоку је срео свог професора филозофије из партијске школе, који је одбио Ћосићев дуван уз образложење да је недостајан и коментар да више никада неће бити партијски другови, као и да је стање на отоку одлично. По повратку у Београд, на вечери у вили Драгише Цветковића, он је своје утиске поделио Ђиласу, Владимиру Дедијеру и Вељку Влаховићу, који су га спојили са Леком Ранковићем. Милован Ђилас је у својој књизи Власт написао да је прво упозорење о стварном стању на Голом отоку дао Добрица Ћосић те да је након тога Лека Ранковић спровео истрагу и поправио услове на Голом отоку.
Добио је НИН-ове награде за „Корене“ (1954) и „Деобе“ (1962). Новчани износ додљен уз награду уступио је великодреновској библиотеци за куповину књига. Имао је жељу да отвори библиотеку у свом родном селу Велика Дренова, што је реализовао 1966. Библиотеку је отвордио директор Народне библиотеке Србије Милорад Панић Суреп а на Ћосићев позив су присуствовали чланови елите тадашњег друштва. Добрица Ћосић је донирао библиотеци 6000 књига, трећину фонда и написао је правила рада библиотеке.
У сарадњи са архитектом Богданом Богдановићеш шездесетих година је осмислио споменички комплекс Слоободиште код Крушевца.
Од 14. фебруара до 26. априла 1961. Добрица Ћосић је, као члан државне делегације, био сапутник председнику Југославије Јосипу Брозу Титу на броду „Галеб” којим су обилазили афричке земље. Било је то најскупље и најдуже путовање у историји Брозових “путева мира” који су брижљиво планирани у највећој тајности и под безбројним шифрама. Овакво путовање сматрало се великом привилегијом; на слична путовања, мањег обима, су раније вођени Мирослав Крлежа, Михаило Лалић и Блажо Конески. На путовању су посетили Гану, Того, Либерију, Гвинеју, Мали, Мароко, Тунис и Египат; већина земаља ће касније приступити покрету несврстаних. Током путовања Ћосић је схватио да комунистичка партија није јединствена. Он је током путовања Галебом, како сам наводи, дошао до спознаје да вођство Савеза комуниста Југославије, са Титом као лидером, монархистичка, бирократска олигархија, морално лицемерна и бескрупулозна у своме властољубљу. Водио је дуге разговоре са Титом. Убрзо почиње да буде више критичан према партији и развија амбивалентан однос према чланству.
У три текста је водио јавну полемику са словеначким филозофом и бившим партизаном Душаном Пирјевец Ахајом. Полемика је изазвала велику пажњу јавности. Пирјевец је акцентовао важност нација, националног осећања и југословенских република, док је Ћосић одбацивао важног националност и промовисао југословенство.
Живео је у Врњачкој Бањи од 1962. до 1966. године. Одседао је и живео у вили Живадиновић, вили Копаоник и вили Далибор. У Бању су долазили његови пријатељи из Београда и Ћосић је окупљао интелектуалце и уметнике моравског краја. Скицу романа „Далеко је Сунце”, делове„ Деоба” и „Бајку”, написао је у Бањи. Рукопис прве верзије „Бајке” му је конфисковала полиција и рукпопис никада није пронађен. У Бањи је био активан и радио је уређењу места и његовог културног живота.  Учествовао је у раду четири велике културне манифестације у Бањи: Врњачка јесен, Симпозијум керамике и Вајарски симпозијум, Саветовање о урбанизацији моравских градова и меморијал др Душана Радића. Тада је подигнута биста Душана Радића, утемељен је Вајарски симпозијум и Парк скулптура. Касније је иницирао окупљање водећих филозофа земље у Бањи 1973. Као своју мотивацију за рад на унапређењу и уређењу Бање, навео је жељу да се након рата разорена култура вароши поново оживи и заустави пропадање.
| „Тих година, поред свог књижевног посла, био сам обузет и просвећивањем народа и цивилизовањем нашег тла. Нескромно сам сматрао и себе одговорним за све што лоше раде, и ружно раде, моји савременици у нашој земљи. Било је лако уочити да ми новим градитељством ружимо Србију. Новим кућама и новим градским насељима нагрђујемо њене лепе пределе–долине, стране, ћувике. Знајући да куће надживљују своје градитеље и станаре, да нови градови надживљују инвеститоре, забринуо сам се за лик свог нараштаја у доживљају и суду његових потомака. Сматрао сам да је највећа људска одговорност не упропашћавати и не ружити земљу која је човеку рађањем поклоњена.” |

У јесен 1965. Броз је Ћосићу понудио да преузме власт у Србији, што је он одбио рекавши да хоће да буде писац и слободан човек.
Један је од ретких који су се јавно успротивили политичкој ликвидацији Александра Ранковића, 1966. године. Он је у писму Титу писао да је Ранковић након њега најауторитарнија морална и политичка личност у Југославији и да ће сменом Ранковића бити слабији. Због, како је тврдио, недостатка реакције приликом партијског процеса против Ранковића, дистанцирао се од свог ранијег пријатеља Оскара Давича.
Године 1968. отвара питање Косова и Метохије чиме изазива пажњу чланова из ЦК. Постао је један од најпознатијих опозиционара Јосипу Брозу Титу после размимоилажења са њим. Добрица Ћосић године 1970. постаје члан САНУ, а у својој приступној беседи је рекао „српски народ добијао у рату, а губио у миру”. У оквиру Академије био је члан одбора за проучавање српске мањине у суседним земљама, одбора за 3. миленијум и одбора за проучавање Косова.
Од 1969. до 1972. био је председник Српске књижевне задруге. Према неким изворима, његов национализам је почео да се очитује од седемдесетих година. Као председник Српске књижевне задруге у једном говорио истакао је:
| „Лако се уочи да се после 1945. и завршетка рата ми Срби свесно одричемо наглашавања своје националне посебности, уверени да себи тиме још потпуније улажемо у социјалистичко југословенство. На другој страни, пак, постепено се прећуткују, потискују или недовољно истичу садржаји и облици испољавања целокупности културне свести у Срба и тежње за потврђивањем јединства српске културе, без обзира на републичке и територијалне поделе граница. Та еволуција, под дејством знаних чинилаца, довела је практично до свођења српске националне културе на границе данашње Републике Србије, а често се потврђивање припадности српској националној култури као целини, без обзира на републику у којој се живи, од неких људи оцењује као великосрпство.” |

Приликом избора за редовног члана Српске академије наука и уметности 29. марта 1976. одржао је приступну беседу Књижевност и историја данас. Његов говор је у водећим листовима и на радију осуђен као националистички. Тито је напао Ћосића на састанку политичког актива Шумадије у Аранђеловцу. Његова беседа је била забрањена за објављивање. Почетком осамдесетих година у Српској академији наука и уметности дошло је до унутрашњих промена. Примљени су нови чланови, родољубиво и политички лево оријентисани, по професији економисти, историчари, историчари уметности и демографи. Ћосићев пријатељ Михаило Марковић био је један од покретача ових промена унутар Академије, са циљем да Академија постане примарна национална иснтитуција у Срба.
Иако дисидент, учествовао је у организацији церемоније као члан Одбора за прославу шест векова Крушевца. Према његовим пријатељима, деловао је највише из сенке, утицајем на свог пријатеља председника општине Слободана С. Јовановића. Није желео да се истиче како не би довео до пометње у партији. Због наводне превише заступљенее средњовековне историографије, сценографије и учешћа цркве приликом прославе шест векова Крушевца, против Ћосића, Слободана С. Јовановића и других истакнутих људи активних током организовања прославе, партија и УДБА су покренули истрагу и хајку. Месни политичари су добили многе казне, отказе, долазило је до смена на функција. Тврдило се да је Крушевац националистички или шовинистички град те да поворке косовских ратника присутних на церемонији угрожавају безбедност Албанаца на Косову и Метохији.

Као дисидент био је у немилости власти; константно је праћен а сви људи који су имали контакт са њим били су привођени и испитивани. Када је општина Брус страдала у великом земљотресу осамдесетих година, Ћосић је желео да понуди велики хонорар општини, од чега би се школово десеторо девојчица из копаоничких села. Председник општине Брус је игнорисао овај захтев и није смео да има састанак са Ћосићем, након забране водећег комунистичког политичара у Србији Ивана Стамболића.
Године 1983. основао је Одбор за одбрану слободе мисли и изражавања који је устајао у заштиту разних противника социјалистичке Југославије. Међу оснивачима су били Матија Бећковић, Михаило Марковић, Коста Чавошки, Драгослав Срејовић, Гојко Николиш, Мића Поповић, Радован Самарџић, Љуба Тадић.
Када је доценту на Факултету политичких наука Универзитета у Сарајеву др Војислав Шешељ проглашен морално-политички неподобним за обављање наставе, Ћосић је, заједно са Мешом Селимовићем, Драгославом Михаиловићем, Милованом Данојлићем, Антонијем Исаковићем, Мирославом Пантићем, Предрагом Палавестром, Василијем Крестићем, Војиславом Ђурићем, Михаилом Марковићем, Дејаном Медаковићем и Милом Жегарцем, потписао апел извршном већу Босне и Херцеговине и Централном комитету СК БиХ.
Добрица Ћосић је лажно оптуживан у медијима и јавности да је имао везе са писањем Нацрта групе академика Меморандума САНУ (1985 до 1986), што је део домена политичке пропаганде. Аутори Нацрта Меморандума САНУ били су, управо супротно, против укључења Ћосића, пошто би његово учешће дало основа за политичку дискредитацију планираног документа. Један од мотива за израду Меморандума било је тумачење академика да је Србија подређена република у Југославији. Израда Меморандума уопште није била тајна, иако се у каснијем временском периоду тврдило да се радило о тајном, завереничком послу. На Скупштини САНУ, када је најављена израда Меморандума, били су присутни новинари, док су академици објављивали своје коментаре о меморандуму у новинама.
Током 1989. и 1990. године основао је српске националне странке у Хрватској и Босни и Херцеговини.
На изборну Скупштину где је изабран за председника Југославије дошао је таксијем. У оба дома Скупштине, 154 посланика су била за а 14 против. Постао је председник СРЈ15. јуна 1992. године, а смењен је годину дана касније (1. јуна 1993) гласањем оба већа Савезног парламента. Као председник СРЈ је нудио иностраним новинарима да пронађу једну његову националистички реченицу у било ком делу. Био је велики пријатељ са академиком Љубом Тадићом, за кога је говорио да му је остао пријатељ и драгоцен саветник док је био на функцији председника, у периоду када су га многи пријатељи напустили.
Године 2000. Добрица Ћосић је ушао у Народни покрет Отпор, али је касније изјавио да то не би учинио да је знао да је Отпор финансиран из иностранства.
Преминуо је 18. маја 2014. у својој кући у Београду у 93. години. Сахрањен је 20. маја на Новом гробљу у Београду, опело је служио епископ бачки Иринеј.

## Резултати на изборима
| Избори      | Изгласало                     | Гласало посланика | За  | Против | Резултат | Детаљи              |
| ----------- | ----------------------------- | ----------------- | --- | ------ | -------- | ------------------- |
| 1992. (мај) | Веће грађана и Веће република | 168 од 176        | 154 | 14     | изабран  | Нестраначка личност |

## Књижевни рад
Добрица Ћосић је започео свој књижевни рад романом „Далеко је Сунце“ 1951. године, у коме евоцира своје ратничко искуство из народноослободилачке борбе и слика моралну и психолошку кризу личности у условима рата. „Далеко је Сунце” је преведено на једанаест европских језика и укупно тридесетак језика. Роман је у СССР-у штампан у 1.600.000 примерака.
Док је „Далеко је Сунце” за садржину имао најсвежије догађаје националне историје, други роман „Корени“ који је објављен 1954. године узима грађу из стварности Србије с краја 19. века. То је слика раскола у једној патријархалној породици, али и раскола у народу. Овде је Ћосић пажљивом психолошком анализом разоткрио менталитет српског села, уочио зачетке и узроке политичких превирања, предочио неколико упечатљивих карактера. Са романом Корени је први пут стекао популарост и широке позитивне критике. Потом је објавио дело „Седам дана у Будимпешти“ (1956), потом роман „Деобе“ (1961), у коме се Ћосић поново враћа Другом светском рату. Средишња тема овог романа је деоба у народу, деоба на партизане и четнике и последице ове поделе. Са књижевно-уметничког становишта, овај роман доноси низ новина, особену композицију, доминацију унутрашњег монолога, откривање уметничког функционисања полилога као средства за испољавање масе као књижевног јунака, уношење документарног материјала, стилску разноврсност и изузетно слојевиту лексику.
Године 1964. Ћосић пише есеје „Акција” и 1966. есеје „Одговорности”. Те исте године Ћосић објављује тзв. роман парабола који носи назив „Бајка”, а потом поново есеје под називом „Моћ и стрепње” (1971). У периоду од 1972. до 1979. године Ћосић се враћа епској теми и пише историјски роман „Време смрти” у четири књиге. То је роман о Првом светском рату, широка фреска времена, догађаја и људских судбина. Тако, настављајући причу о појединцима из породице Катића из села Прерова, започету у роману „Корени”, Ћосић исписује сагу не само о породици Катић него и о Србији која је доживела голготу. Године 1982. објављује још есеја под називом „Стварно и могуће”, а потом трилогију „Време зла” („Грешник” 1985, „Отпадник” 1986. и „Верник” 1990), која се може одредити као политички роман, у којем Ћосић наставља причу о појединцима из исте породице, али и о личностима које су започеле свој романескни живот у „Времену смрти”. Тако је „Временом смрти” и „Временом зла” попуњена празнина између романа „Корени” и романа „Деобе” и остварена континуирана повест о Србији, Прерову и двема преровским породицама. Као круна рада, 1996. године долази дело „Време власти”, у којем се наставља повест започета романом „Корени”.
У периоду од 2001. године до 2008. године, Добрица Ћосић у шест књига објављује „Пишчеве записе”. То су пре свега пишчеви записи писани у дневничкој форми. Прва књига обухвата период од 1951. до 1968. и њена композиција је проблемско једињење око кључних догађаја и личности, са асоцијацијама које пружају контекст претпоставки и последица. Језик је и књижевно-литерарни и филозофско-историјски са анализама колективно-психолошким. Друга књига обухвата период 1969 — 1980. године који је Ћосић провео у опозицији Титовом режиму, а трећа од 1981. до 1991. године, односно године у којима је Ћосић био носилац или учесник готово свих опозиционих иницијатива у Србији. Четврта књига „Пишчевих записа“, за разлику од претходне три које обухватају период од четири деценије, ова се ограничава на период од само две године (1992—1993), у којима су збивања била веома бурна и драматична. Ова књига је узбудљив приказ фактичког периода Ћосићевог државничког живота и његових идеја и представља упечатљив пример историјске експозиције у великој драми краја минулог века.
Године 2002. излази Ћосићево дело „Писци мога века”, а од 2002. до 2003. године пише и објављује у две књиге „Српско питање”. Године 2004. излази књига „Косово”, 2005. године „Пријатељи”, затим 2007. „Време власти 2”, који надограђује причу о породицама Катић и Дачић, обухватајући време владавине Јосипа Броза Тита, који се иначе у роману појављује као литерарно уобличен јунак, а завршава 1998. године, када су, како је Ћосић једном приликом то рекао, Вокерови верификатори окупирали Косово. Претпоследњи Ћосићев роман изашао 2009. године и носи назив „Време змија”,. У овом роману реч је о дневничким белешкама које су настале у време НАТО бомбардовања од 21. марта 1999. до 1. јануара 2000. године. Последњи роман је изашао 2011. године „У туђем веку”; У туђем веку је дневник бившег председника Савезне Република Југославије и књижевника Добрице Ћосића. Он у дневнику износи своје ставове према актуелним друштвено-политичким темама у Србији и свету. Ново издање романа „Време смрти”, прво после 30 година, најављено је 2014. године. Ћосић је тим поводом имао своје „последње обраћање српској јавности”. Убрзо је преминуо.
Био му је близак менталитет Мораваца односно моравских сељака. Бројни књижевни мотиви, топоними и прототипови имају извориште у Ћосићевом завичају.
На његово књижевни рад су утицали највише руски класици, примарно Достојевски, као и Стендал, Хаксли, Фокнер, Оскар Давичо.
Крајем децемра 2024. објвљена су изабрана дела Добрице Ћосића у 18 томова.

### Злоупотребе
Националисти из Босне и Херцеговине и Хрватске у јавности злоупотребљавају цитат из Ћосићевог дела из домена фикције Деобе. Ћосић пише ... Лаж је вид нашег патриотизма и потврда наше урођене интелигенције. Лажемо стваралачки, маштовито, инвентивно.  У делу романа где пише „нашег“ приликом цитирање националисти и шовинисти стављају „српског“ те додају четири реченице о „лажи као српском државном интересу“, „лажи у самом бићу Србина“, „земљи у којој све лажи постају истине“ и „Србима које спасава лаж“ креирајући наратив о „српској лажи” о којој наводно пише Ћосић.

### Рецепција
Ћосићев књижевни рад негативно су критиковали: Мирко Ковач, Бора Ћосић, Видосав Стевановић, Миро Главуртић, Јеврем Брковић, Светислав Басара, Ненад Прокић, Љиљана Шоп, Вук Драшковић, Соња Бисерко, Теофил Панчић. Он се није у јавности оглашавао са одговорима на критике. Углавном је одговарао кроз записе у својим дневничким књигама. На своје критичаре се осврнуо коментаром да међу њима има доста штеточина, незналица, покварењака и људи који га нападају из интересних разлога. Предоминантно бошњачки нтелектуалци су се бавили његовим радом у зборнику Ћосићев рат објављеном 2013. у Сарајеву.
Предраг Палавестра окарактерисао је Ћосића као темпераментног заступника идеје о ангажованој књижевности.
Борислав Михајловић Михиз је заступао став да је Ћосић као званичник урадио много на либерализацији нашег културног живота, наводећи оснивање НИН-а и БДП-а.
Академик Михаило Марковић сматрао је да је Добрица Ћосић без икаквог разлога проглашаван „великосрпским националистом” и да је постао предмет мржње Албанаца.
Милован Витезовић је Ћосића описао стиховима: Човек овог тла, за свако доба. Између два зла - снађу га оба!
Поводом Ћосићевог 80. рођендана честитке су му упутили премијер Србије Зоран Ђинђић  (назвавши га притом „Српским Томасом Маном“) и председник Савезне Републике Југославије Војислав Коштуница. Председник Србије Борис Тадић је децембра 2005. изјавио да се често консултује са Добрицом. Слободан Милошевић је на суђењу у Хагу назвао Ћосића „највећим српским живим писцем“.

## Ставови
У јавном деловању и раду био је толерантан за другачија мишљења и ретко је улазио у отворене сукобе.
Противио се рушењу Његошеве капеле на Ловћену, што је сматрао за осмишљени историјски криминал.
Од српских комунистичких политичара високо је ценио Благоја Нешковића и највише Слободана Пенезића Крцуна.
Почетком деведесетих, Добрица Ћосић је антиратни покрет у Београду називао лажју и моралним кукавичлуком, односно „српским антисрпством”.
Добрица Ћосић се отворено залагао за поделу Косова и Метохије још деведесетих година. Ћосић се у својој књизи „Косово“ (2004) бави овом темом. Овај предлог је подржао и Ноам Чомски у мају 2006. године.
У периоду када је Слободан Милошевић дошао на власт, што је било налик државном удару унутар партије, комунистичка идеологија је била мртва, лишена значења и убедљивости. Испрва је давао позитивне изјаве о власти Слободана Милошевића, за кога је писао да је био популарнији од Тита у једном тренутку. Касније је променио и нијансирао свој став.

## Наслеђе
Понекад се због велике посвећености егзистенцијалним проблемима српског народа назива и оцем нације.
По његовим делима снимљене су телевизијске серије „Корени” и „Време зла” а припрема се „Време смрти”.
Његова кћи Ана Ћосић Вукић написала је књигу „Време са оцем” у форми разговора са њим на књижевне теме.
Академик Јован Рашковић је сматрао Ћосића духовним оцем српске нације и човјека демократске воље. Милан Панић га је описивао као доброг човека.
Добрица Ћосић био је члан Удружења за културу, уметност и међународну сарадњу „Адлигат” од самог оснивања 2012. године, а рад и формирање институције подржавао је од 2010. године. Удружењу је поклонио један број књига из своје личне библиотеке, укључујући комплет „Сабрана дела Милутина Бојића”, који му је био веома драг. У Збирци књижевника Добрице Ћосића налазе се његове наочаре и нацрт садржаја у рукопису за књигу „Време смрти Други део”. За живота је потписао више од 200 својих дела за Удружење, што представља највећу његову збирку са посветама и потписима која постоји, а ради се о многобројним првим, ретким, страним и библиофилским издањима. Удружење такође има велики број Ћосићевих посвета у оквиру легата и збирки других значајних личности.

## Лични живот
Ћосићев пријатељ књижевник и академик Антоније Исаковић је оперативно водио седнице о изради Меморандума. Ћосић није учествовао у писању Меморандума али је имао консултантску улогу и присуствовао је неколико седница САНУ посвећених Меморандуму.
Више од 50 година био је у браку са супругом Божицом, до њене смрти 2006. године. Године 1954. добио је ћерку Ану, а има и двоје унука: Милену (1981) и Николу (1982).
Имао је викендици у Гроцкој на Црвеном брегу над Дунавом од 1967, где је проводио слободно време.

## Награде и признања
Одликован је Орденом заслуга за народ са сребрним зрацима, Орденом братства и јединства са сребрним венцем и Орденом за храброст. 
Добрица Ћосић је први добитник Нинове награде 1954. за роман „Корени”, а други пут био је њен лауреат 1961. године за трилогију Деобе. Уз Оскара Давича, Живојина Павловића, Драгана Великића и Светислава Басару, један је од петорице књижевника који су ову награду добили више пута.
Удружење књижевника Србије је Ћосићу 1986. доделило награду Удружења за изузетан значај ја књижевно стваралаштво.
Повељу Задужбине Јакова Игњатовића из Будимпеште 1989. Ћосићу је уручио угледни српски писац из Мађарске Стојан Д. Вујичић.
Његошева награда уручена му је 1990. године на Цетињу за трокњижје „Време зла”.
Два пута је добио традиционалну годишњу награду Народне библиотеке Србије за најчитанију домаћу књигу: 1990. године за роман „Верник” и 1996. за роман „Време власти”. Један је од само три писца (уз Слободана Селенића и Љиљану Хабјановић-Ђуровић) који је ову награду добио више пута. Ова награда Ћосићу, из политичких разлога, није уручена осамдесетих година за романе „Грешник” и „Отпадник”, иако су ти романи били најчитанији романи у земљи. Ћосић је 1990. ову награду одбио да прими.
Поводом 70. рођендана, Ћосић је 1991. добио специјалну Вукову награду.
Мање од месец дана по смењивању са места председника СРЈ, 24. јуна 1993, Ћосићу је додељена књижевна награда „Златни крст кнеза Лазара”.

Роман „Време власти“ вишеструко је награђиван: наградом Кочићево перо (1996), коју додељује Задужбина „Петар Кочић“, наградом Лаза Костић (1996), коју је Ћосић одбио да прими, наградом која носи име његовог пријатеља Меше Селимовића (1997), наградом Петар Кочић (1997), коју додељује манифестација „Кочићев збор“, Кочићева награда 1998, затим већ поменутом наградом НБС за најчитанију домаћу књигу, а угледни швајцарски лист Нуво Котидиен је, на основу анкете међу читаоцима у тој земљи, почетком маја месеца 1996. овај роман прогласио једним од седам најбољих европских романа. За ову књигу додељена му је и прва награда Светозар Ћоровић (1997).
Године 1998. Ћосићу је у Крушевачком позоришту уручен „Златни крст деспота Стефана Лазаревића“.
Проглашен је почасним грађанином Билеће 2006.
Дана 18. маја 2010. у Москви Ћосић је постао први добитник златне медаље „Пушкин“ за изузетне заслуге у књижевности, у оквиру Првог словенског форума уметности Златни витез. Председник тог форума, познати руски глумац Николај Бурљајев, назвао је Ћосића „легендарном личношћу“ и казао да је по свом стваралаштву Томас Ман окарактерисао почетак 20. века, а крај тог века — Добрица Ћосић. Том приликом председник удружења писаца Русије Валериј Ганичев, уручио је Ћосићу и награду Златни витез за књижевно стваралаштво.
Дана 17. јуна 2010. године, Ћосићу је, у Амбасади Русије у Београду уручена јубиларна медаља „65 година победе у Великом отаџбинском рату од 1941. до 1945. године“. Ово признање уручио му је амбасадор Русије у Србији Александар Конузин, по указу руског председника Дмитрија Медведева. Уручивању награде присуствовали су патријарх српски Иринеј, председник Србије Борис Тадић, министри у Влади Републике Србије Вук Јеремић и Ивица Дачић, председник Српске напредне странке Томислав Николић, представници Исламске заједнице и друге званице. Ћосић је ову медаљу поклонио Војном музеју у Београду.
Добрица Ћосић је кандидован за Нобелову награду три пута: 1983. и 1989. године од стране француских и британских институција. и 2011. 6. октобра 2011. године, дошло је до вишечасовне контроверзе, када је више медија, укључујући РТС, Б92, али и британски "Гардијан", пренело погрешну вест да је Ћосић заправо добио Нобелову награду. Када се сазнало да је прави добитник шведски песник Томас Транстремер, одговорност за ову дезинформацију је преузела група „Самоорганизовани веб активисти“, која се противи наводном „опасном утицају политичара и писца Добрице Ћосића“.
Одељење за књижевност и језик Српске академије наука и уметности предложило је 1972. године Ћосића за „Октобарску награду“ Београда за први део романа „Време смрти”. Извршни одбор градске конференције Социјалистичког савеза и Председништво Градског већа Синдиката Београда успротивили су се овоме, јер је Ћосић тих година већ био у жестоком сукобу са политиком Савеза комуниста Југославије. Ћосић награду није добио.

Српска академија наука и уметности је 1. новембра 2021. организовала научни скуп „Романи Добрице Ћосића” поводом сто година од његовог рођења.

## Дела
Ћосић је објавио следеће књиге (наведена су прва издања):
- Далеко је Сунце, Просвета, Београд, 1951.[87]
- Корени, Просвета, Београд, 1954.[88]
- Седам дана у Будимпешти, Нолит, Београд, 1957.[89]
- Деобе, Просвета, Београд, 1961.[90]
- Акција: записи, поводи, одговори, Просвета, Београд, 1964.[91]
- Бајка, Просвета, Београд, 1966.[92]
- Одговорности: акција, 2, Просвета - Свјетлост, Београд - Сарајево, 1966.[93]
- Прилике: акција, 1, Просвета - Свјетлост, Београд - Сарајево, 1966.[94]
- Моћ и стрепње, НУ „Браћа Стаменковић”, Београд, 1971.[95]
- Време смрти 1−2, Просвета, Београд 1972—1979
- Призори Миће Поповића, Београд, 1974.[96]
- Време смрти, 2, Просвета, Београд 1972.[97][98]
- Време смрти, 3, Отокар Кершовани, Ријека, 1977.[98][98]
- Време смрти, 4, Отокар Кершовани, Ријека, 1978.
- Време смрти, 5, Слово љубве, Београд, 1979.[98]
- Време смрти, 6, Слово љубве, Београд, 1979.[98]
- Стварно и могуће, Отокар Кершовани, Ријека, 1982.[99]
- Време смрти, 1-4, БИГЗ, Београд, 1984.[100][101][102][103]
- Отпадник, БИГЗ, Београд, 1986.[104]
- Мића Поповић, време, пријатељи, БИГЗ, Београд, 1988.[105]
- Верник, БИГЗ, Београд, 1990.[106]
- Грешник, БИГЗ, Београд, 1990.[107]
- Промене, Дневник, Нови Сад, 1992.[108]
- Српско питање - демократско питање, Стручна књига, Београд, 1992.[109]
- Време власти 1, БИГЗ, Београд, 1996.[110]
- Време зла 1-2, Просвета, Београд, 1996.[111][112]
- Откриће, Задужбина „Петар Кочић” и Наука, Бања Лука - Београд, 1998.[113]
- Нада и акција, „Филип Вишњић”, Београд, 2000.[114]
- Пишчеви записи 1951—1968., „Филип Вишњић”, Београд, 2000.[88]
- Пишчеви записи 1969—1980., „Филип Вишњић”, Београд, 2001.[88]
- Писци мога века, Верзалпрес-Мрљеш, Београд, 2002.[115]
- Српско питање 1, „Филип Вишњић”, Београд, 2002.[116]
- Српско питање 2, „Филип Вишњић”, Београд, 2003.[117]
- Косово, Новости, Београд, 2004.[118]
- Пишчеви записи 1981—1991., Београд, 2002.[88]
- Пишчеви записи 1992—1993., „Филип Вишњић”, Београд, 2004.[88]
- Пријатељи, „Филип Вишњић”, Београд, 2005.[119]
- Време власти 2, Просвета, Београд, 2007.[120]
- Пишчеви записи 1993—1999., Службени гласник, Београд, 2008.[88]
- Пишчеви записи 1999—2000: Време змија, Службени гласник, Београд, 2008.[88]
- Лична историја једног доба, 1-7, Службени гласник, Београд, 2009.[121]
- Српско питање у XX веку, Службени гласник, Београд, 2009.[122]
- Пријатељи мога века, Службени гласник, Београд, 2011.[123]
- У туђем веку, Службени гласник, Београд, 2011.[124]
- Босански рат, Службени гласник, Београд, 2012.[125]
- Косово 1966–2013, Вукотић медија, Београд, 2013.[126]
- У туђем веку 2, Лагуна, Београд, 2015.[127]
- Књига о Титу, постхумно, Лагуна, Београд, 2023.[128][129]

## Дела о Ћосићу
- Песник револуције на председничком броду (1986) — Данило Киш[130]
- Човек у свом времену: разговори са Добрицом Ћосићем (1989) — Славољуб Ђукић[131]
- Ауторитет без власти (1993) — проф. др Светозар Стојановић[132]
- Добрица Ћосић или председник без власти (1993) — Драгослав Ранчић[133]
- Шта је стварно рекао Добрица Ћосић (1995) — Милан Николић[134]
- Време писца: животопис Добрице Ћосића (2000) — Радован Поповић[135]
- Ловљење ветра, политичка исповест Добрице Ћосића (2001) — Славољуб Ђукић[136]
- Време и Роман: Есеји о романима Добрице Ћосића (2001) — Мирослав Егерић[137]
- Завичај и Прерово Добрице Ћосића (2002) — Бошко Руђинчанин[138]
- Gang of four (2005) — Зоран Ћирић[139]
- Књига о Ћосићу (2005) — Драгољуб Тодоровић[140]
- Добрица Ћосић: Библиографија (2010) — Дејан Вукићевић[141]
- Преписка 1991-1999. (2011) — Мирослав Мајкл Ђорђевић[142]
- Мој београдски дневник: сусрети и разговори са Добрицом Ћосићем 2006-2011. (2012) — Дарко Худелист[143]
- Босански рат Добрице Ћосића (2013) — Мухамед Мујкић[144]
- Огледало Добрице Ћосића (2014) — Миливоје Павловић[145]
- Доминантна и нежељена елита (2015) — Латинка Перовић[146][147]
- Дневник о Добрици Ћосићу (2017) — Стојан Бербер[148]